# Joey Sleegers
Joey Sleegers (Helmond, 20 de julio de 1994) es un futbolista neerlandés que juega de delantero en el Terrassa F. C. de la Segunda Federación.

## Trayectoria
Es un exponente juvenil del Feyenoord, club al que llegó con 12 años procedente de la cantera del RKC Waalwijk. Durante la temporada 2014-15, jugó cedido en el F. C. Eindhoven, donde debutó en el equipo profesional el 13 de septiembre de 2014 contra el Achilles '29.
El 25 de agosto de 2015 firmó un contrato de tres años con el NEC Nimega, que había ascendido a la Eredivisie en la temporada anterior. Debutó en la Eredivisie tres días después, cuando el NEC Nimega ganó al Willem II Tilburgo 1-0 tras un gol de Navarone Foor. Comenzó el partido, pero fue sustituido por Gregor Breinburg en el descanso. El 26 de febrero de 2016 marcó su primer gol con el NEC Nimega en un partido fuera de casa contra el S. C. Heerenveen.
Durante la temporada 2016-17 fue enviado a préstamo al VVV-Venlo. Allí ganó el título de la Eerste Divisie y marcó 8 goles en 35 partidos. Después de que terminó su préstamo, regresó al NEC Nimega.
También en su segunda etapa en el NEC Nimega no pudo asegurarse un puesto en la alineación titular. Por ello, el 5 de enero de 2018 se trasladó al club eslovaco FK AS Trenčín, donde firmó un contrato de varios años. Con el FK AS Trenčín se clasificó para la Liga Europa de la UEFA siendo su antiguo club el Feyenoord el rival en la tercera ronda de clasificación. Contribuyó a la eliminación de su antiguo club con una asistencia para el 3-0 en el partido de ida.
Tras una estancia de un año y medio en Eslovaquia regresó a Países Bajos para firmar un contrato de tres años con el FC Eindhoven.
Se incorporó al Dibba Al Fujairah, club recién ascendido a la UAE Pro League, el 13 de julio de 2022.

## Estadísticas

### Clubes
Actualizado al último partido disputado el 20 de diciembre de 2024.
| Club                           | Div.          | Temporada     | Liga  | Liga  | Liga   | Copas nacionales | Copas nacionales | Copas nacionales | Copas internacionales | Copas internacionales | Copas internacionales | Total | Total | Total  |
| Club                           | Div.          | Temporada     | Part. | Goles | Asist. | Part.            | Goles            | Asist.           | Part.                 | Goles                 | Asist.                | Part. | Goles | Asist. |
| ------------------------------ | ------------- | ------------- | ----- | ----- | ------ | ---------------- | ---------------- | ---------------- | --------------------- | --------------------- | --------------------- | ----- | ----- | ------ |
| F. C. Eindhoven · Países Bajos | 2.ª           | 2014-15       | 35    | 13    | 3      | 1                | 0                | 0                | —                     | —                     | —                     | 36    | 13    | 3      |
| NEC Nimega · Países Bajos      | 1.ª           | 2015-16       | 18    | 1     | 0      | 3                | 0                | 0                | —                     | —                     | —                     | 21    | 1     | 0      |
| NEC Nimega · Países Bajos      | 1.ª           | 2016-17       | 1     | 0     | 0      | 0                | 0                | 0                | —                     | —                     | —                     | 1     | 0     | 0      |
| VVV-Venlo · Países Bajos       | 2.ª           | 2016-17       | 35    | 8     | 5      | 2                | 1                | 0                | —                     | —                     | —                     | 37    | 9     | 5      |
| VVV-Venlo · Países Bajos       | Total club    | Total club    | 35    | 8     | 5      | 2                | 1                | 0                | 0                     | 0                     | 0                     | 37    | 9     | 5      |
| NEC Nimega · Países Bajos      | 2.ª           | 2017-18       | 7     | 0     | 1      | 2                | 0                | 0                | —                     | —                     | —                     | 9     | 0     | 1      |
| NEC Nimega · Países Bajos      | Total club    | Total club    | 26    | 1     | 1      | 5                | 0                | 0                | 0                     | 0                     | 0                     | 31    | 1     | 1      |
| FK AS Trenčín · Eslovaquia     | 1.ª           | 2017-18       | 10    | 2     | 0      | 0                | 0                | 0                | —                     | —                     | —                     | 10    | 2     | 0      |
| FK AS Trenčín · Eslovaquia     | 1.ª           | 2018-19       | 30    | 9     | 0      | 3                | 2                | 0                | 8                     | 1                     | 0                     | 41    | 12    | 0      |
| FK AS Trenčín · Eslovaquia     | Total club    | Total club    | 40    | 11    | 0      | 3                | 2                | 0                | 8                     | 1                     | 0                     | 51    | 14    | 0      |
| F. C. Eindhoven · Países Bajos | 2.ª           | 2019-20       | 10    | 4     | 3      | 0                | 0                | 0                | —                     | —                     | —                     | 10    | 4     | 3      |
| F. C. Eindhoven · Países Bajos | 2.ª           | 2020-21       | 16    | 3     | 0      | 1                | 0                | 0                | —                     | —                     | —                     | 17    | 3     | 2      |
| F. C. Eindhoven · Países Bajos | 2.ª           | 2021-22       | 39    | 24    | 11     | 1                | 0                | 0                | —                     | —                     | —                     | 40    | 24    | 11     |
| Dibba Al Fujairah · EAU        | 1.ª           | 2022-23       | 8     | 1     | 2      | 2                | 0                | 0                | —                     | —                     | —                     | 10    | 1     | 2      |
| Dibba Al Fujairah · EAU        | Total club    | Total club    | 8     | 1     | 2      | 2                | 0                | 0                | 0                     | 0                     | 0                     | 10    | 1     | 2      |
| ADO La Haya · Países Bajos     | 2.ª           | 2022-23       | 15    | 1     | 1      | 0                | 0                | 0                | —                     | —                     | —                     | 15    | 1     | 1      |
| ADO La Haya · Países Bajos     | Total club    | Total club    | 15    | 1     | 1      | 0                | 0                | 0                | 0                     | 0                     | 0                     | 15    | 1     | 1      |
| F. C. Eindhoven · Países Bajos | 2.ª           | 2023-24       | 24    | 3     | 2      | 1                | 0                | 0                | —                     | —                     | —                     | 25    | 3     | 2      |
| F. C. Eindhoven · Países Bajos | 2.ª           | 2024-25       | 16    | 1     | 1      | 2                | 2                | 0                | —                     | —                     | —                     | 18    | 3     | 1      |
| F. C. Eindhoven · Países Bajos | Total club    | Total club    | 140   | 48    | 20     | 5                | 2                | 0                | 0                     | 0                     | 0                     | 146   | 50    | 20     |
| Total carrera                  | Total carrera | Total carrera | 264   | 70    | 29     | 18               | 5                | 0                | 8                     | 1                     | 0                     | 290   | 76    | 29     |